# Sphinx adumbrata
Sphinx adumbrata es una polilla de la familia Sphingidae. Vuela en México.
La parte superior del tórax, el lado superior de la cabeza y sus palpos son grises, hay un estrecha, línea media, negra en el lado superior del abdomen con cinco marcas elípticas amarillo pálido. El lado inferior del abdomen es gris con un mesial línea negra. La parte superior de las alas delanteras es también gris, con un remiendo basal negro en el margen posterior y una línea negra en célula discal. El ala posterior es gris difuso, oscuro, basal y con banda submarginal.